# División Medio Oeste de la NBA
La División Medio Oeste fue una división de la NBA creada en la temporada 1970-71 y eliminada en la 2004-05 tras la entrada de Charlotte Bobcats en la liga. San Antonio Spurs con once es el equipo que más veces ha ganado la División Medio Oeste, y Minnesota Timberwolves fue el último campeón en 2004.

## Equipos de la División Medio Oeste
- Dallas Mavericks
- Denver Nuggets
- Houston Rockets
- Memphis Grizzlies
- Minnesota Timberwolves
- San Antonio Spurs
- Utah Jazz

### Antiguos equipos de la División Medio Oeste
- Chicago Bulls
- Detroit Pistons
- Indiana Pacers
- Kansas City Kings
- Milwaukee Bucks
- Phoenix Suns
- Miami Heat

## Campeones
| - 1971: Milwaukee Bucks - 1972: Milwaukee Bucks - 1973: Milwaukee Bucks - 1974: Milwaukee Bucks - 1975: Chicago Bulls - 1976: Milwaukee Bucks - 1977: Denver Nuggets - 1978: Denver Nuggets - 1979: Kansas City Kings | - 1980: Milwaukee Bucks - 1981: San Antonio Spurs - 1982: San Antonio Spurs - 1983: San Antonio Spurs - 1984: Utah Jazz - 1985: Denver Nuggets - 1986: Houston Rockets - 1987: Dallas Mavericks - 1988: Denver Nuggets - 1989: Utah Jazz | - 1990: San Antonio Spurs - 1991: San Antonio Spurs - 1992: Utah Jazz - 1993: Houston Rockets - 1994: Houston Rockets - 1995: San Antonio Spurs - 1996: San Antonio Spurs - 1997: Utah Jazz - 1998: Utah Jazz - 1999: San Antonio Spurs | - 2000: Utah Jazz - 2001: San Antonio Spurs - 2002: San Antonio Spurs - 2003: San Antonio Spurs - 2004: Minnesota Timberwolves |

## Títulos
- 11: San Antonio Spurs
- 6: Utah Jazz
- 6: Milwaukee Bucks
- 4: Denver Nuggets
- 3: Houston Rockets
- 1: Dallas Mavericks
- 1: Minnesota Timberwolves
- 1: Kansas City Kings
- 1: Chicago Bulls